# Seekuh (Schiff)
Die Seekuh ist ein deutsches Müllsammelschiff, das als Prototyp einer Müllsammelflotte zur Reinigung küstennaher Bereiche und Flussmündungen von Plastikmüll eingesetzt werden soll. Das Schiff wurde im September 2016 zu Wasser gelassen und am 25. September im Rahmen des Deutschen Seeschifffahrttages in Kiel getauft.

## Hintergrund
Seit seiner Gründung beschäftigt sich der eingetragene Verein One Earth – One Ocean mit der Reinigung der Ozeane von Plastikmüll. In Zusammenarbeit mit dem ZIM-Projekt Marine Littering wurde u. a. die Seekuh geplant, um die Vermüllung der Ozeane mit geeigneten industriellen maritimen Systemlösungen zu bekämpfen. An diesem ZIM-Projekt sind zehn deutsche mittelständische Unternehmen beteiligt. Der Bau des 250.000 Euro teuren Schiffs wurde durch Spenden finanziert.

## Beschreibung
Der Prototyp des Müllsammelschiffs ist ein zwölf Meter langer und zehn Meter breiter, modular aufgebauter Katamaran mit einem Tiefgang von 0,6 Meter. Er besteht aus seewasserbeständigem Aluminium und wiegt daher nur rund sechs Tonnen. Das Gesamtgewicht, also mit gesammeltem Müll, kann bis elf Tonnen betragen. Der Antrieb erfolgt durch zwei Außenbordmotoren mit 44 kW Nennleistung.
Engmaschige, unter dem Schiff angebrachte Fangnetze können an der Wasseroberfläche treibenden Plastikmüll aufnehmen, während sich der Katamaran mit einer Geschwindigkeit von etwa zwei Knoten bewegt. Pro Fahrt können so zwei bis drei Tonnen Plastik aus dem Wasser aufgesammelt werden. Für die Forschung können parallel Wasserproben genommen werden, um Aussagen über die Konzentration von Mikroplastik zu erhalten.
Die Seekuh wurde als Arbeitsschiff nach den Vorschriften der Berufsgenossenschaft für Transport und Verkehrswirtschaft unter Aufsicht des DNV GL gebaut und ausgerüstet. Der Katamaran kann bei Bedarf zerlegt und in Seecontainern verpackt an seine Einsatzorte verschifft werden.
Bauwerft des Schiffes war die Lübeck Yacht Trave Schiff in Lübeck, Auftraggeber der Verein One Earth – One Ocean.